# Maryam Yakubova
Maryam Yakubova (en uzbeko: Maryam Yoqubova; 12 de mayo de 1931 — 10 de abril de 2018) fue una profesora Uzbekistán.

## Biografía
Yakubova ganó los máximos honores por sus logros académicos mientras estaba en la escuela secundaria, de la que se graduó en 1948. Estudió en la escuela número 1 de Urgench. Se graduó con honores en el Instituto Estatal Pedagógico de Khorezm con el título de profesora especializada en matemáticas y física en 1952, después de lo cual regresó a su escuela natal número 1 en la ciudad de Urgench. Allí comenzó a trabajar como profesora de física matemática, continuando hasta 1958. En ese año fue nombrada jefa del departamento de educación pública de la ciudad de Urgench, cargo que continuó hasta 1962, cuando se convirtió en directora del internado de salud número 94 de la ciudad de Urgench. Este cargo lo ocupó hasta 1992.
Yakubova recibió numerosos premios durante su carrera por sus servicios a la educación. En 1958 fue nombrada Profesora de Honor de Educación Pública en la República Socialista Soviética de Uzbekistán y en 1959 ganó el premio estatal a la Excelencia en la Educación Pública de Uzbekistán. En 1960 recibió la Orden de la Insignia de Honor y en 1966 recibió la Orden de Lenin. En 1970, Yakubova recibió la Medalla del Jubileo y en 1978 fue nombrada Maestra de Honor de Uzbekistán. En 1986 fue nombrada Maestra del Pueblo de la URSS. En 1991 fue honrada con una placa conmemorativa de la Independencia de Uzbekistán y en 2016 recibió un premio por los 25 años de la placa conmemorativa de la Independencia de Uzbekistán. Por sus logros también recibió la Orden del Presidium de la República Socialista Soviética de Uzbekistán, entre otras condecoraciones.

## Premios
- Trabajador de Honor de la Educación Nacional de Uzbekistán (1959)
- La Orden de la Insignia de Honor (1960)
- La Orden de Lenin (1966)
- La medalla del jubileo (1970)
- Maestro de Honor de Uzbekistán (1978)
- Maestro del Pueblo de la URSS (1986)
- Honrado con una placa conmemorativa de la Independencia de Uzbekistán (1991)
- Placa conmemorativa de los 25 años de la Independencia de Uzbekistán (2016)